# Comuni della Francia per popolazione

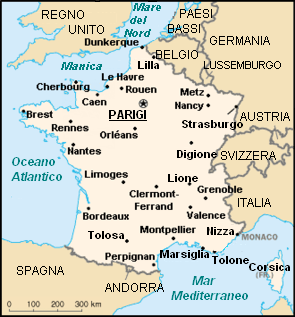
Mappa delle principali città della Francia metropolitana.

Quello che segue è un elenco dei principali comuni francesi, secondo le statistiche dell'INSEE, al 1º gennaio 2018; sono riportati sia i comuni della Francia metropolitana che quelli della Francia d'oltremare (i DROM esclusa Mayotte).
Secondo l'INSEE, esclusa Mayotte, vi sono: un comune con più di 1 milione di abitanti, 2 comuni tra 500 000 e 1 000 000 di abitanti, 8 comuni tra 200 000 e 500 000 abitanti, 31 comuni tra 100 000 e 200 000 abitanti, 82 comuni tra 50 000 e 100 000 abitanti, 336 comuni tra 20 000 e 50 000 abitanti, 523 comuni tra 10 000 e 20 000 abitanti e 1 166 comuni tra 5 000 e 10 000 abitanti.

## Lista

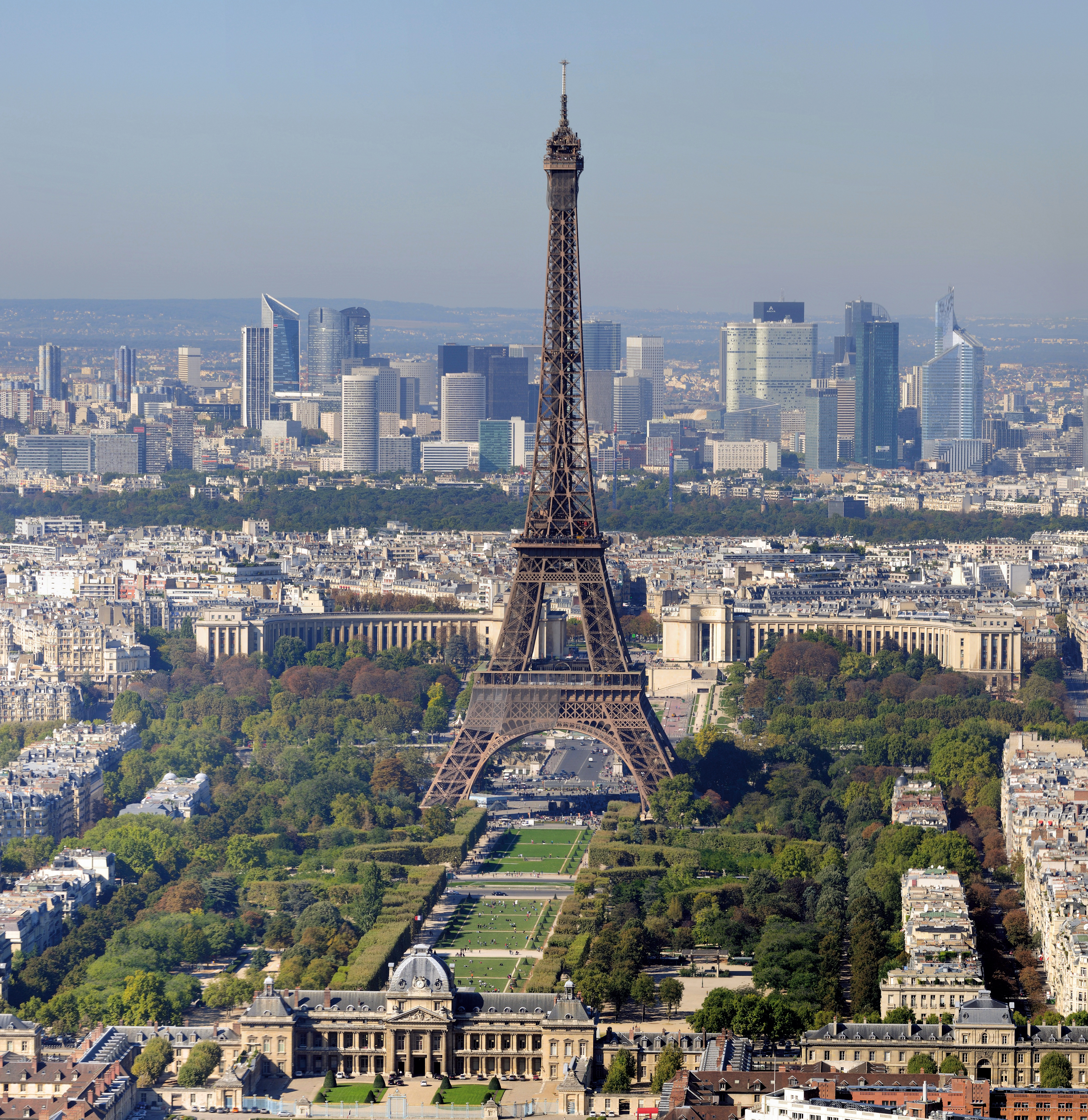
1. Parigi, Torre Eiffel.

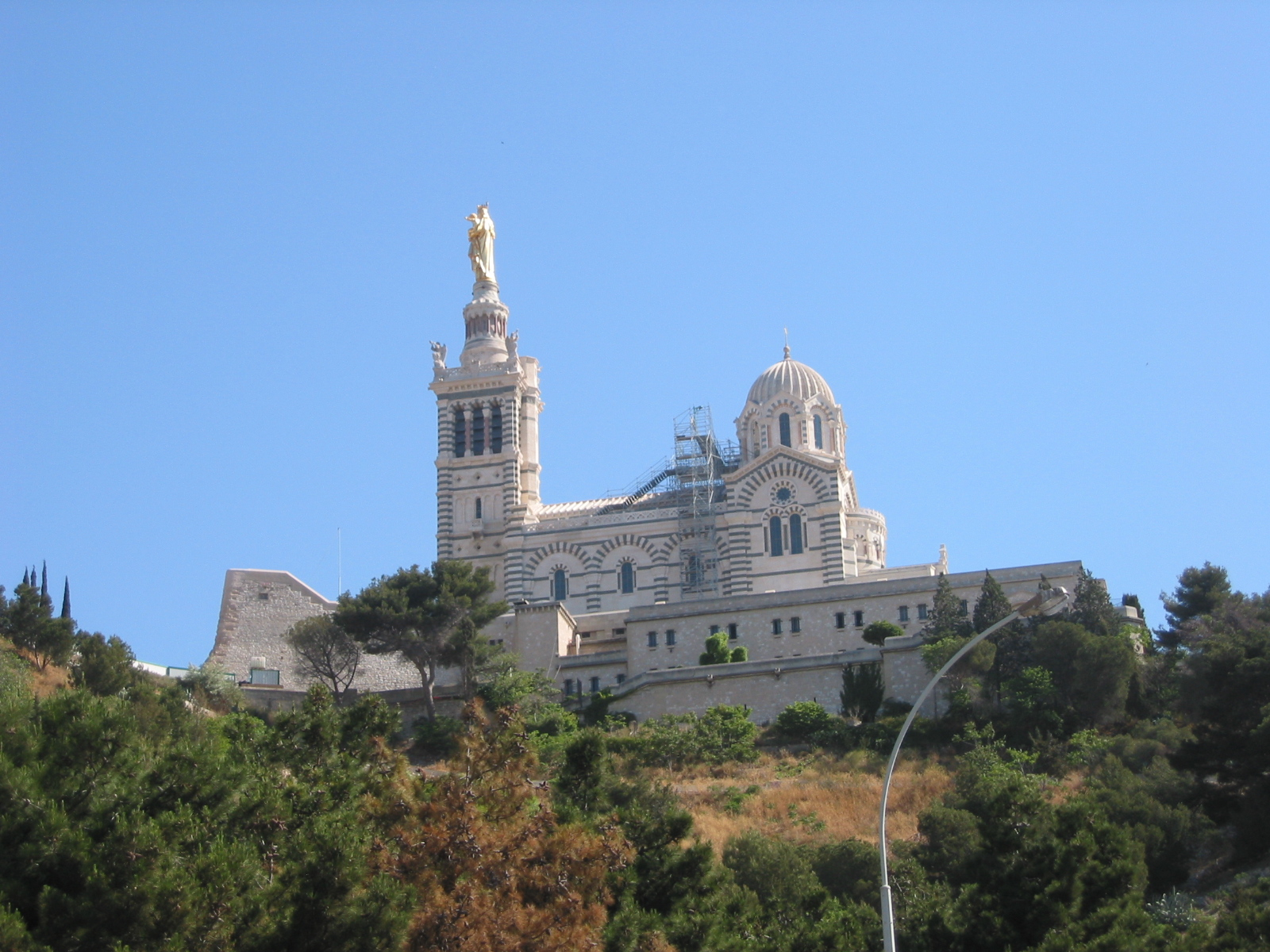
2. Marsiglia, Basilica di Notre-Dame-de-la-Garde.

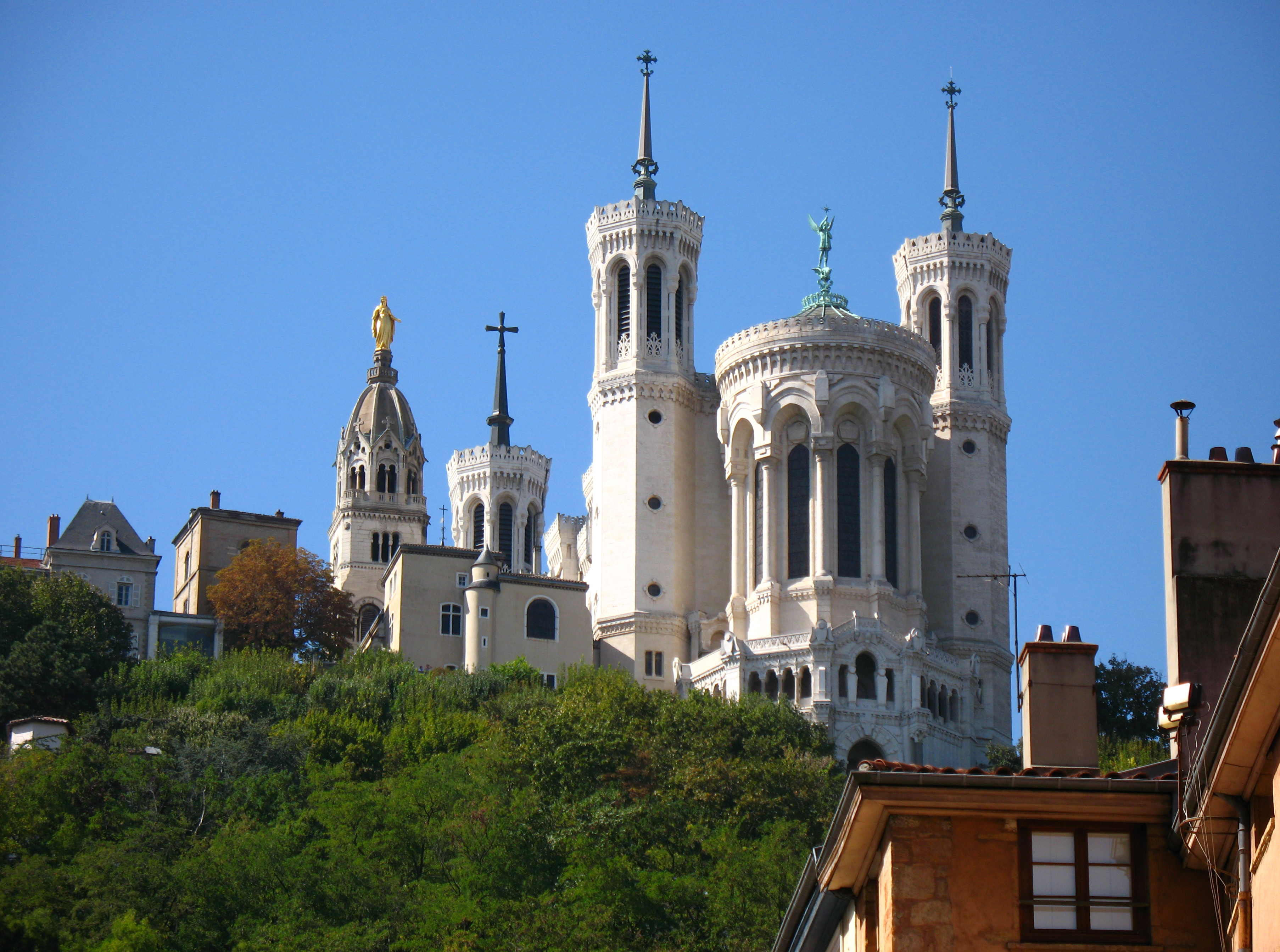
3. Lione, Basilica di Notre-Dame de Fourvière.

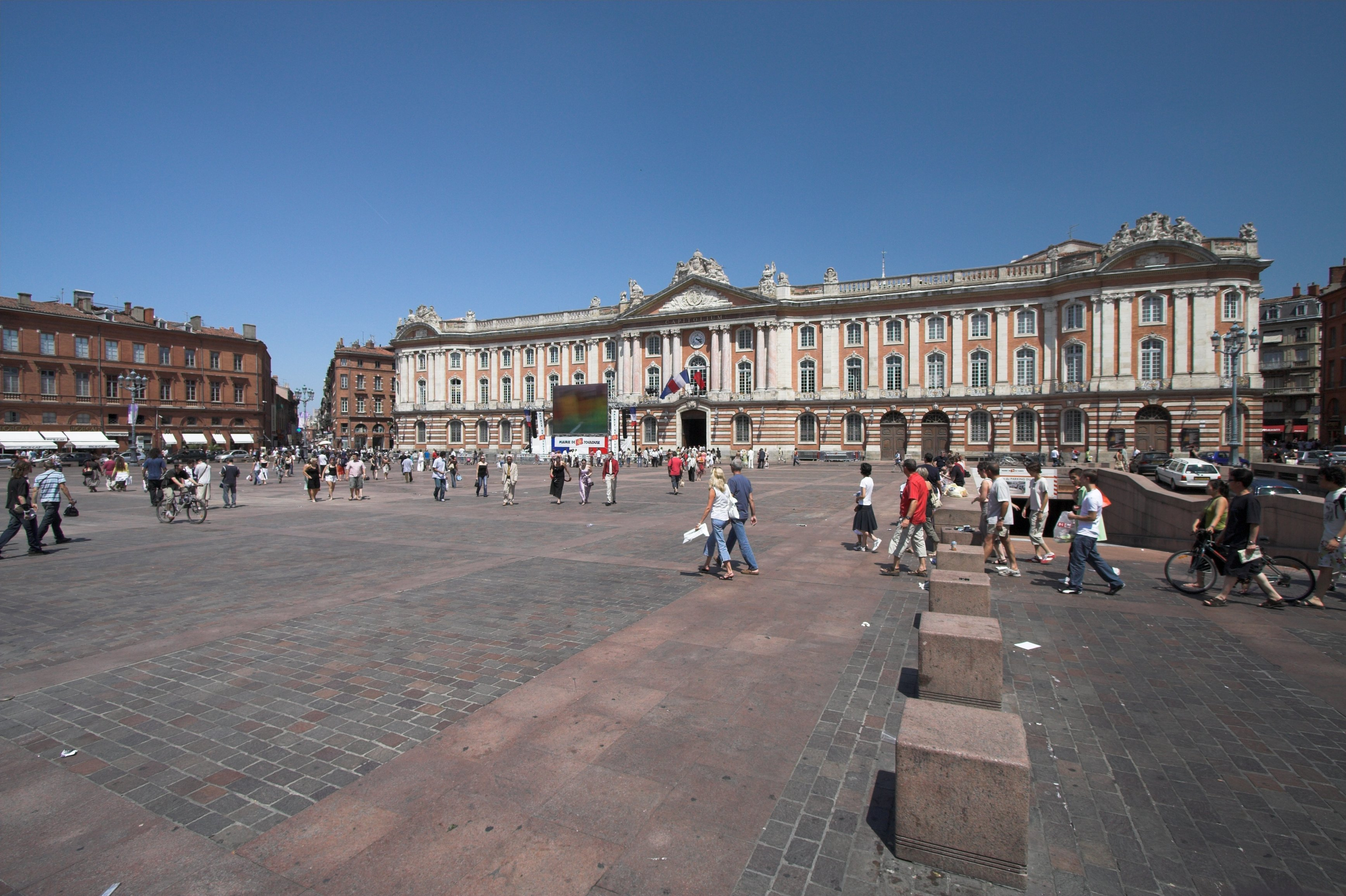
4. Tolosa, Piazza del Campidoglio.

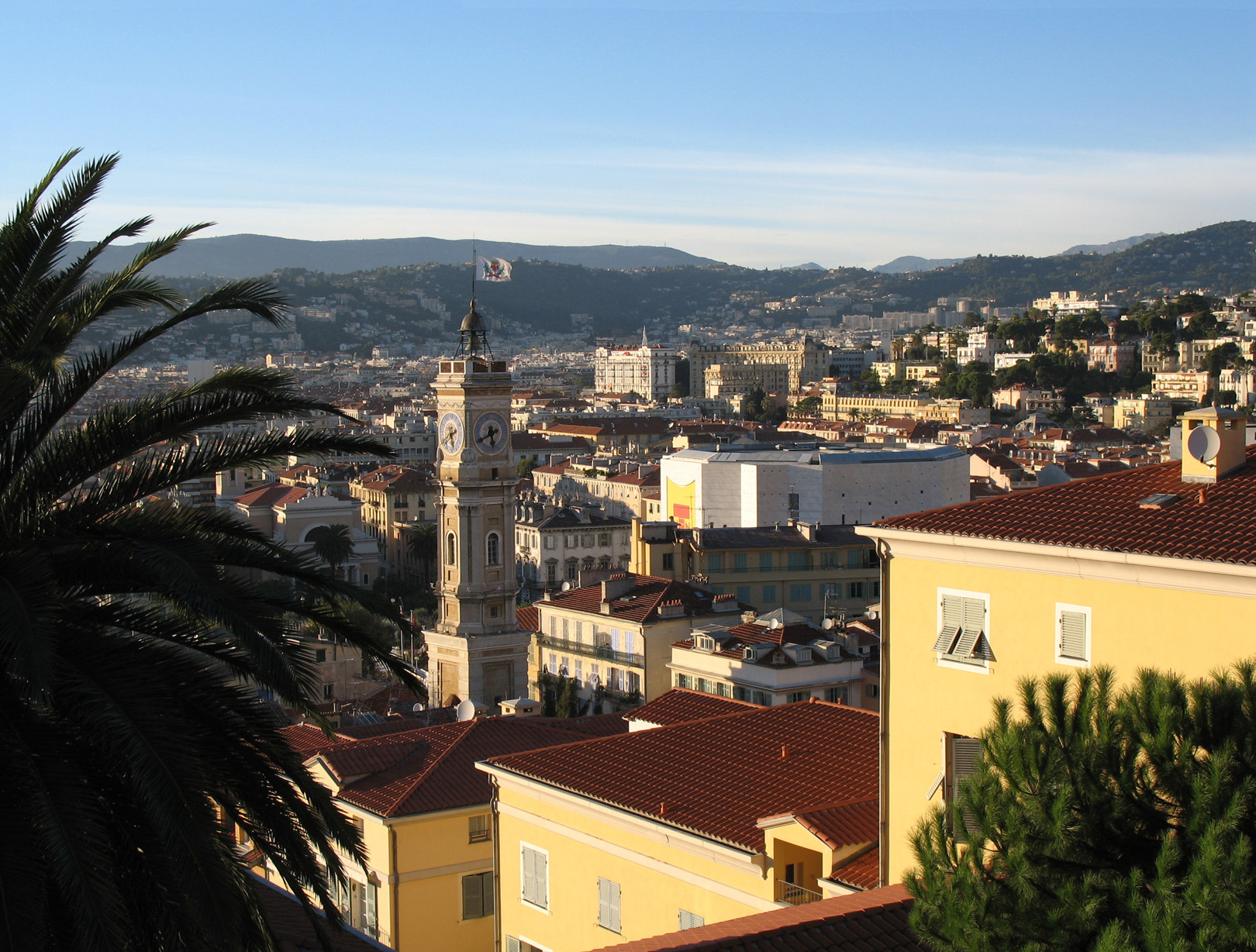
5. Nizza, la Vecchia Nizza.

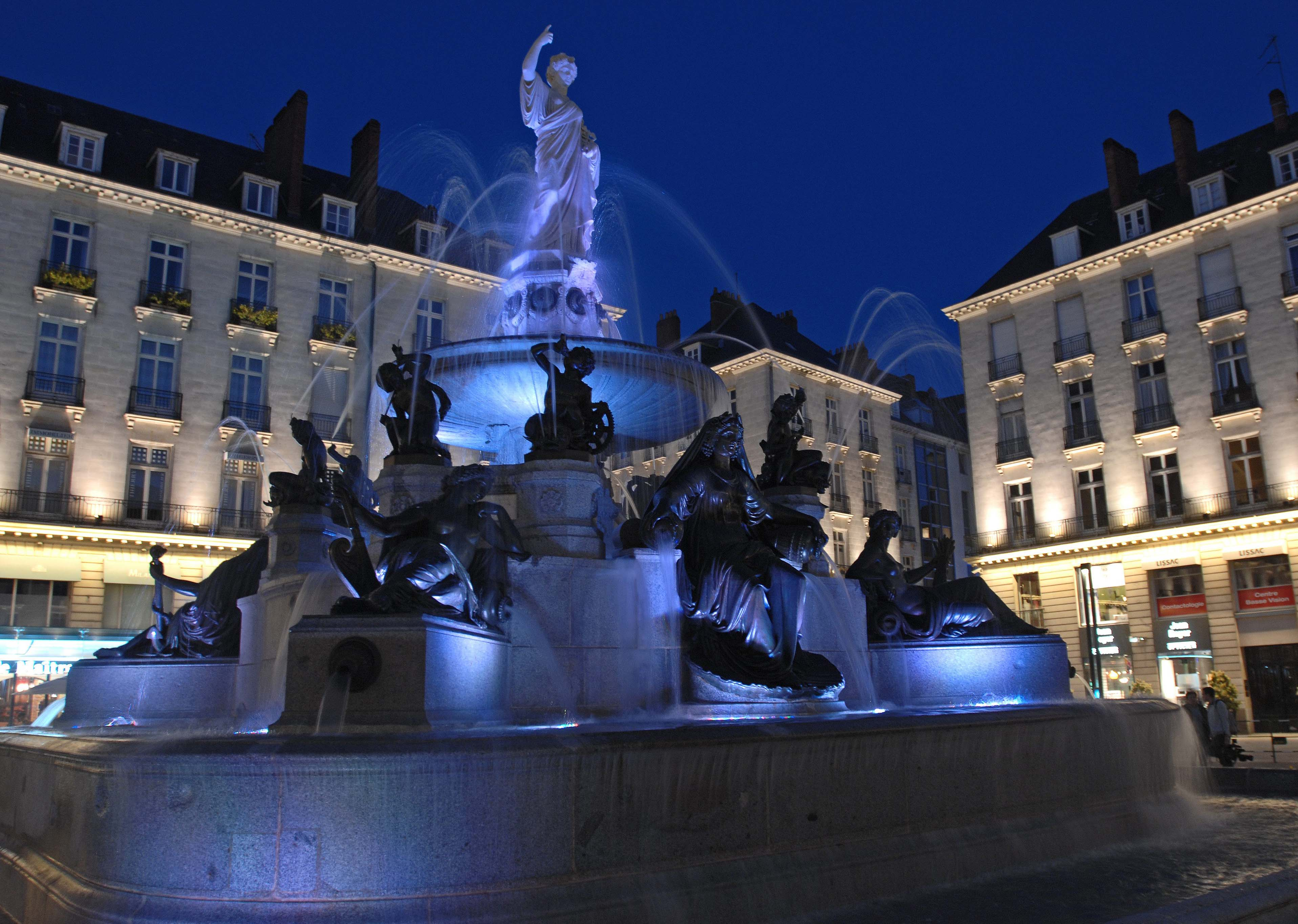
6. Nantes, Place Royale.

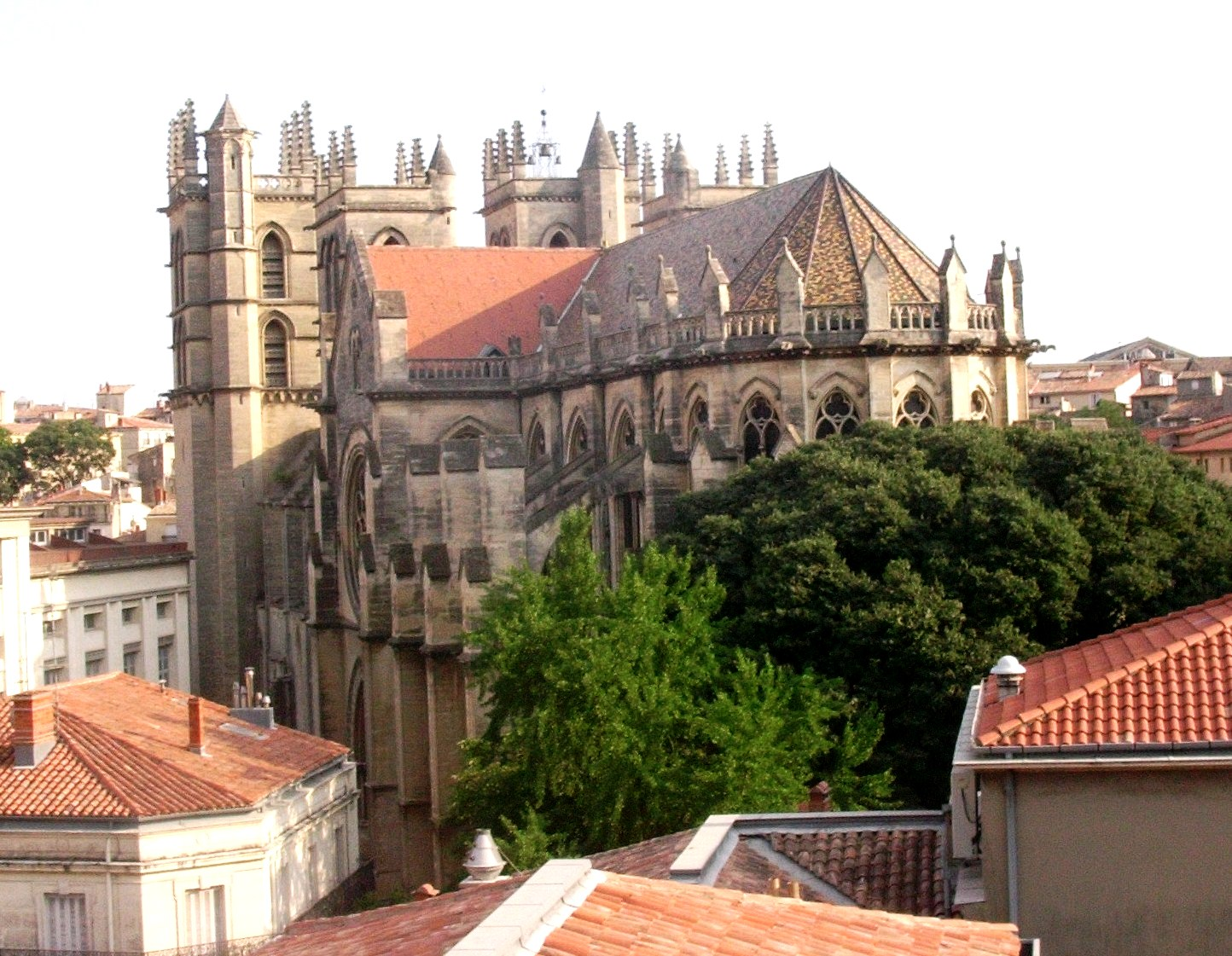
7. Montpellier, Cattedrale di Montpellier.

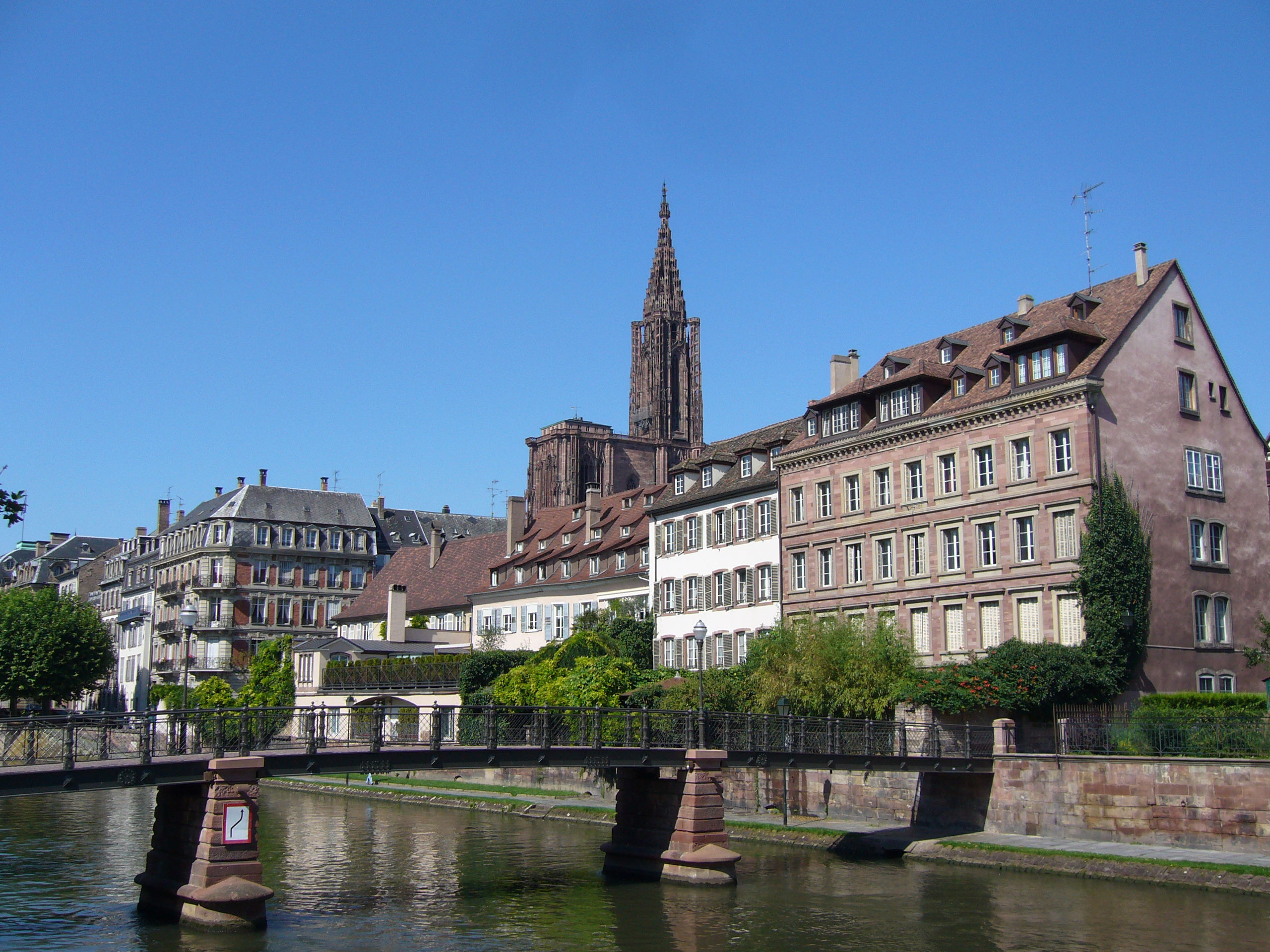
8. Strasburgo, Cattedrale di Strasburgo.

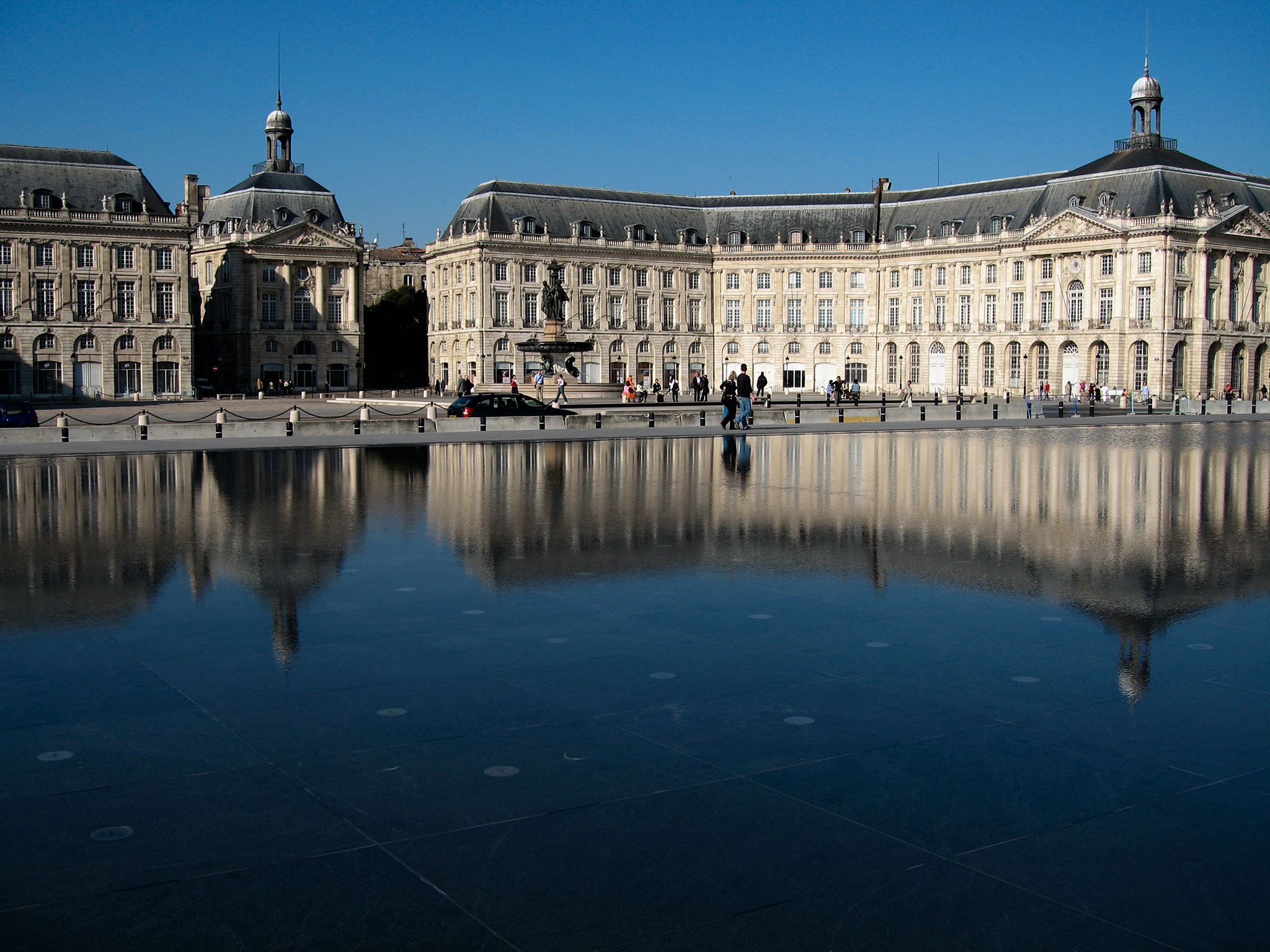
9. Bordeaux, Place de la Bourse.

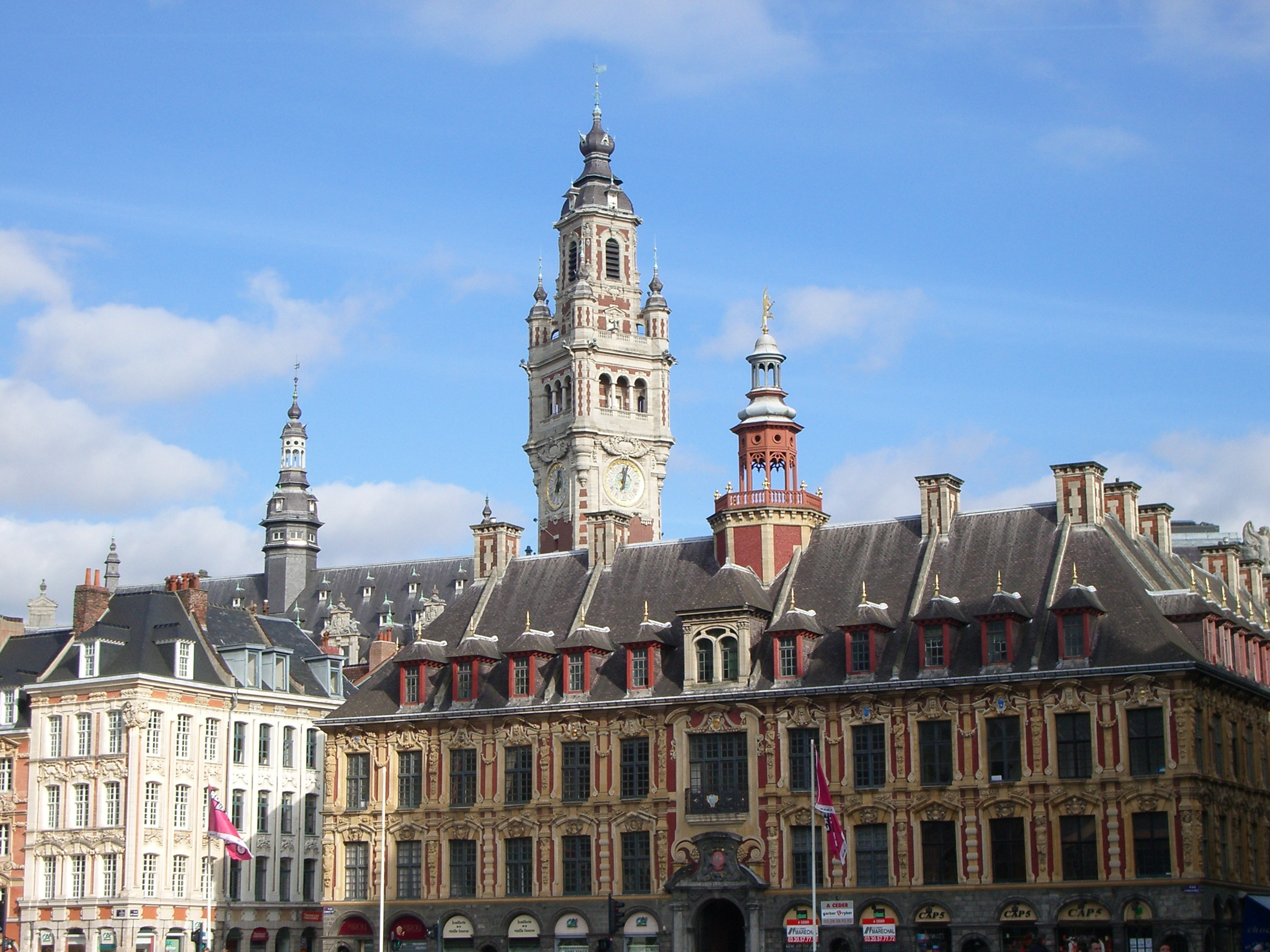
10. Lilla, Vecchia Borsa e torre della Chambre de commerce de Lille.

| Codice comune | Comune               | Regione                     | Dipartimento      | Pop. (2015) | Sup. (km²) | Dens. (2015) |
| ------------- | -------------------- | --------------------------- | ----------------- | ----------- | ---------- | ------------ |
| 75056         | Parigi               | Île-de-France               | Parigi            | 2 206 488   | 105,4      | 20 934,44    |
| 13055         | Marsiglia            | Provenza-Alpi-Costa Azzurra | Bocche del Rodano | 861 635     | 240,62     | 3 580,90     |
| 69123         | Lione                | Alvernia-Rodano-Alpi        | Rodano            | 513 275     | 47,87      | 10 722,27    |
| 31555         | Tolosa               | Occitania                   | Alta Garonna      | 471 941     | 118,3      | 3 989,36     |
| 06088         | Nizza                | Provenza-Alpi-Costa Azzurra | Alpi Marittime    | 342 522     | 71,92      | 4 762,54     |
| 44109         | Nantes               | Paesi della Loira           | Loira Atlantica   | 303 382     | 65,19      | 4 653,81     |
| 34172         | Montpellier          | Occitania                   | Hérault           | 277 639     | 56,88      | 4 881,14     |
| 67482         | Strasburgo           | Grand Est                   | Basso Reno        | 277 270     | 78,26      | 3 542,93     |
| 33063         | Bordeaux             | Nuova Aquitania             | Gironda           | 249 712     | 49,36      | 5 059,00     |
| 59350         | Lilla                | Alta Francia                | Nord              | 232 741     | 34,83      | 6 682,20     |
| 35238         | Rennes               | Bretagna                    | Ille-et-Vilaine   | 215 366     | 50,39      | 4 273,98     |
| 51454         | Reims                | Grand Est                   | Marna             | 184 076     | 46,9       | 3 924,86     |
| 76351         | Le Havre             | Normandia                   | Senna Marittima   | 172 366     | 46,95      | 3 671,27     |
| 42218         | Saint-Étienne        | Alvernia-Rodano-Alpi        | Loira             | 171 057     | 79,97      | 2 139,01     |
| 83137         | Tolone               | Provenza-Alpi-Costa Azzurra | Varo              | 167 479     | 42,84      | 3 909,41     |
| 38185         | Grenoble             | Alvernia-Rodano-Alpi        | Isère             | 160 649     | 18,13      | 8 860,95     |
| 21231         | Digione              | Borgogna-Franca Contea      | Côte-d'Or         | 155 114     | 40,41      | 3 838,51     |
| 49007         | Angers               | Paesi della Loira           | Maine e Loira     | 151 520     | 42,71      | 3 547,65     |
| 30189         | Nîmes                | Occitania                   | Gard              | 150 672     | 161,85     | 930,94       |
| 69266         | Villeurbanne         | Alvernia-Rodano-Alpi        | Rodano            | 148 665     | 14,52      | 10 238,64    |
| 97411         | Saint-Denis          | La Riunione                 | La Riunione       | 146 985     | 142,79     | 1 029,38     |
| 72181         | Le Mans              | Paesi della Loira           | Sarthe            | 143 325     | 52,81      | 2 713,97     |
| 13001         | Aix-en-Provence      | Provenza-Alpi-Costa Azzurra | Bocche del Rodano | 142 668     | 186,08     | 766,70       |
| 63113         | Clermont-Ferrand     | Alvernia-Rodano-Alpi        | Puy-de-Dôme       | 141 398     | 42,67      | 3 313,76     |
| 29019         | Brest                | Bretagna                    | Finistère         | 139 163     | 49,51      | 2 810,81     |
| 37261         | Tours                | Centro-Valle della Loira    | Indre e Loira     | 136 252     | 34,67      | 3 929,97     |
| 87085         | Limoges              | Nuova Aquitania             | Alta Vienne       | 133 627     | 78,03      | 1 712,51     |
| 80021         | Amiens               | Alta Francia                | Somme             | 132 874     | 49,46      | 2 686,49     |
| 74010         | Annecy               | Alvernia-Rodano-Alpi        | Alta Savoia       | 125 694     | 66,93      | 1 877,99     |
| 66136         | Perpignano           | Occitania                   | Pirenei Orientali | 121 934     | 68,07      | 1 791,30     |
| 92012         | Boulogne-Billancourt | Île-de-France               | Hauts-de-Seine    | 117 931     | 6,17       | 19 113,61    |
| 57463         | Metz                 | Grand Est                   | Mosella           | 117 492     | 41,94      | 2 801,43     |
| 25056         | Besançon             | Borgogna-Franca Contea      | Doubs             | 116 676     | 65,05      | 1 793,64     |
| 45234         | Orléans              | Centro-Valle della Loira    | Loiret            | 114 644     | 27,48      | 4 171,91     |
| 93066         | Saint-Denis          | Île-de-France               | Senna-Saint-Denis | 111 103     | 12,36      | 8 988,92     |
| 95018         | Argenteuil           | Île-de-France               | Val-d'Oise        | 110 388     | 17,22      | 6 410,45     |
| 68224         | Mulhouse             | Grand Est                   | Alto Reno         | 110 370     | 22,18      | 4 976,10     |
| 76540         | Rouen                | Normandia                   | Senna Marittima   | 110 169     | 21,38      | 5 152,90     |
| 93048         | Montreuil            | Île-de-France               | Senna-Saint-Denis | 106 691     | 8,92       | 11 960,87    |
| 14118         | Caen                 | Normandia                   | Calvados          | 106 260     | 25,7       | 4 134,63     |
| 97415         | Saint-Paul           | La Riunione                 | La Riunione       | 105 967     | 241,28     | 439,19       |
| 54395         | Nancy                | Grand Est                   | Meurthe e Mosella | 105 162     | 15,01      | 7 006,13     |

Lista decrescente degli 82 comuni con popolazione tra 50 000 e 100 000 abitanti
1. Tourcoing – 96 809
2. Roubaix – 96 077
3. Nanterre – 93 742
4. Vitry-sur-Seine – 92 531
5. Avignone – 92 130
6. Créteil – 90 739
7. Dunkerque – 88 876
8. Poitiers – 87 918
9. Asnières-sur-Seine – 86 512
10. Versailles – 85 771
11. Colombes – 85 199
12. Saint-Pierre – 84 063
13. Aubervilliers – 83 782
14. Aulnay-sous-Bois – 83 584
15. Courbevoie – 83 136
16. Fort-de-France – 82 502
17. Cherbourg-en-Cotentin[3] – 80 616
18. Rueil-Malmaison – 78 794
19. Pau – 77 215
20. Champigny-sur-Marne – 76 508
21. Le Tampon – 76 310
22. Béziers – 75 999
23. Calais – 75 961
24. La Rochelle – 75 404
25. Saint-Maur-des-Fossés – 75 168
26. Antibes – 74 875
27. Cannes – 74 285
28. Colmar – 70 284
29. Mérignac – 70 127
30. Saint-Nazaire – 69 784
31. Drancy – 69 568
32. Issy-les-Moulineaux – 69 093
33. Ajaccio – 68 462
34. Noisy-le-Grand – 66 213
35. Bourges – 66 071
36. La Seyne-sur-Mer – 64 903
37. Vénissieux – 64 273
38. Levallois-Perret – 64 195
39. Quimper – 63 508
40. Cergy – 63 395
41. Valence – 62 479
42. Villeneuve-d'Ascq – 61 920
43. Antony – 61 711
44. Pessac – 61 332
45. Troyes – 60 928
46. Neuilly-sur-Seine – 60 910
47. Clichy – 60 435
48. Montauban – 59 982
49. Chambéry – 59 697
50. Ivry-sur-Seine – 59 572
51. Niort – 58 952
52. Caienna – 57 614
53. Lorient – 57 567
54. Sarcelles – 57 412
55. Villejuif – 56 661
56. Hyères – 56 478
57. Saint-André – 55 730
58. San Quintino – 55 649
59. Les Abymes – 55 306
60. Le Blanc-Mesnil – 55 297
61. Pantin – 55 180
62. Maisons-Alfort – 54 915
63. Beauvais – 54 881
64. Épinay-sur-Seine – 54 840
65. Évry – 53 871
66. Chelles – 53 833
67. Cholet – 53 800
68. Meaux – 53 720
69. Fontenay-sous-Bois – 53 649
70. La Roche-sur-Yon – 53 578
71. Saint-Louis – 53 524
72. Narbona – 53 462
73. Bondy – 53 439
74. Vannes – 53 200
75. Fréjus – 52 897
76. Arles – 52 886
77. Clamart – 52 645
78. Sartrouville – 52 538
79. Bobigny – 51 716
80. Grasse – 50 937
81. Sevran – 50 480
82. Corbeil-Essonnes – 50 412

Lista decrescente dei 336 comuni con popolazione tra 20 000 e 50 000 abitanti